# Unterleutasch
Unterleutasch ist ein Ort in Nordtirol und Gemeindeteil von Leutasch im Bezirk Innsbruck-Land, Tirol.

## Geographie
Der Gemeindeteil liegt im unteren Leutaschtal, 20 Kilometer nordwestlich von Innsbruck und stellt einen Teil der Gemeinde Leutasch dar. Gebildet wird er taleinwärts aus den Ortslagen Schanz, Burggraben, Unterkirchen (Hauptort), Lochlehn (mit Oberlochlehn), Reindlau und Puitbach.
Der Ort wird im Ortsverzeichnis  der Statistik Austria wie auch im Tiroler Rauminformationssystem (TIRIS) nicht geführt, er ist ortsüblich.

### Nachbarorte
|              |                                             | Mittenwald (Gem., Lkr. Garmisch-Partenkirchen, BY) |
|              | Kompassrose, die auf Nachbargemeinden zeigt |                                                    |
| Oberleutasch |                                             | Scharnitz (Gem.)                                   |

## Kultur und Sehenswürdigkeiten
- Katholische Pfarrkirche Unterleutasch hl. Johannes der Täufer